# هوتفيل (باد كاليه)
هوتفيل، باد كاليه (بالفرنسية: Hauteville, Pas-de-Calais)‏ هي بلدية تقع في إقليم باد كاليه من منطقة نور با دو كاليه في شمال فرنسا. تبلغ مساحة هذه المدينة 4.06 (كم²)، وترتفع عن سطح البحر 133 م، يبلغ عدد سكانها 248 نسمة حسب إحصاء المعهد الوطني للإحصاء والدراسات الاقتصادية سنة 2009 م. وترأس Daniel Vahé البلدية خلال فترة (2008-2014).